# 덕숭산
덕숭산(德崇山)은 충청남도 예산군 덕산면에 있는 금북정맥의 한국의 화강암 산이다. 높이는 495m. 수덕산(修德山)이라고도 하며, 이곳에는 가요 '수덕사의 여승'으로 널리 알려진 수덕사(修德寺)가 있다.